# Furö
För andra betydelser, se Furö (olika betydelser).
| Vänster: Kvartsrik sandsten förekommer riktligt på ön. Höger: Furö glo med grävd kanal. |  | Vänster: Kvartsrik sandsten förekommer riktligt på ön. Höger: Furö glo med grävd kanal. |
| Vänster: Kvartsrik sandsten förekommer riktligt på ön. Höger: Furö glo med grävd kanal. |  |                                                                                         |

Furö (i folkmun även kallad Furön) är en ö belägen cirka fem sjömil utanför den småländska kusten i Oskarshamns kommun. Ön är cirka 94 hektar stor och är klassad som naturreservat.

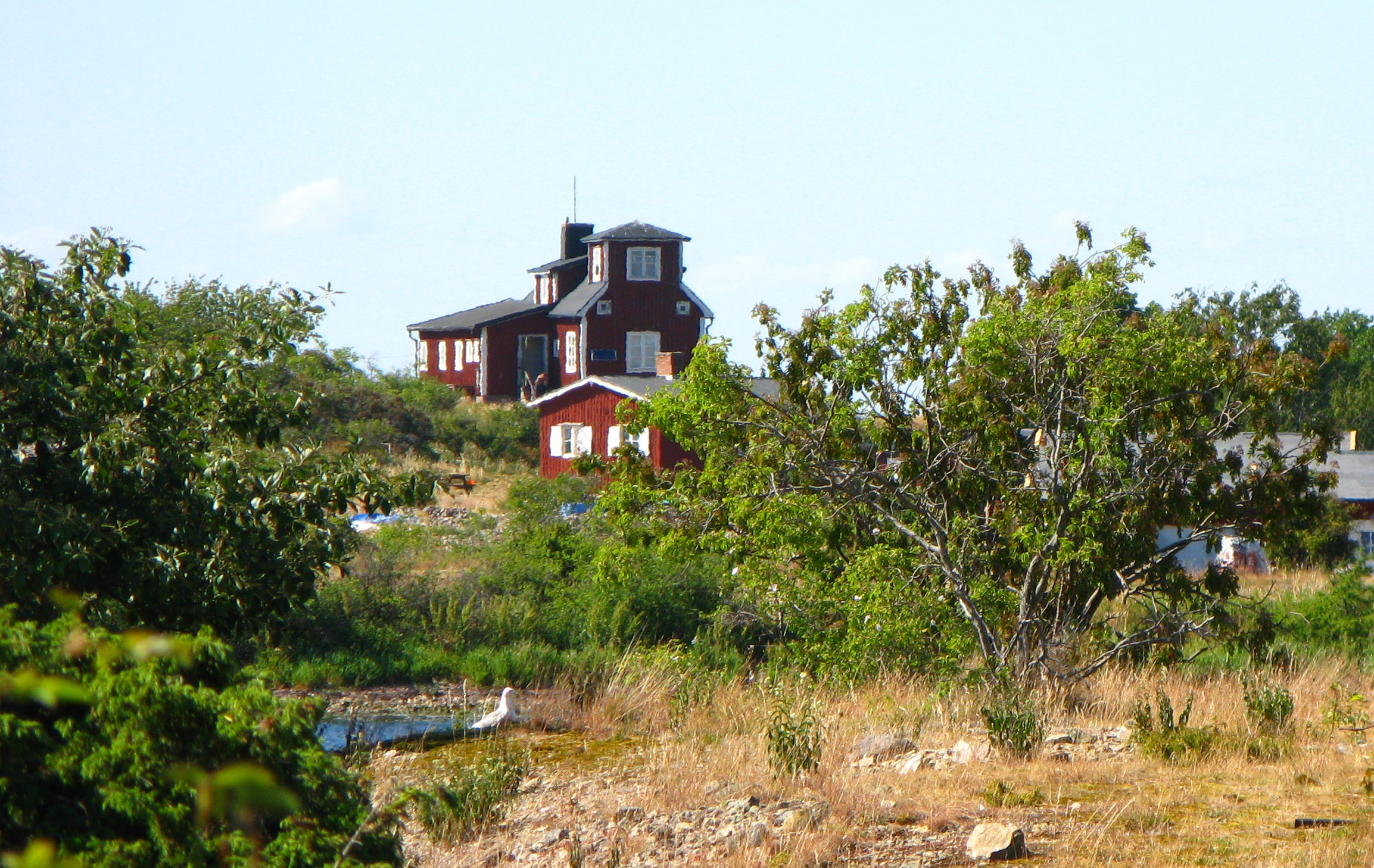
Lotsbyggnaden från 1933 finns fortfarande kvar.

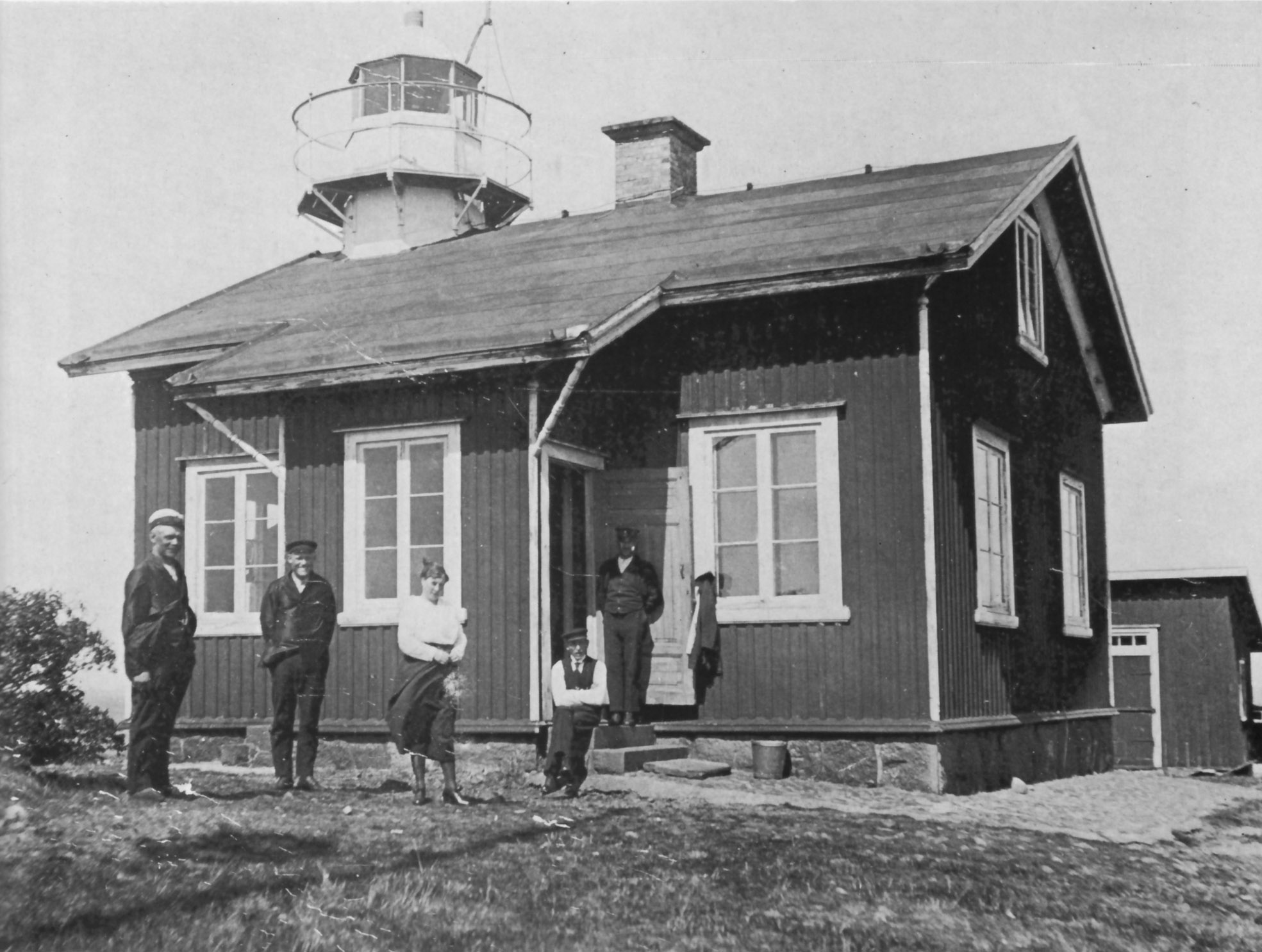
Den ursprungliga lots- och fyrbyggnaden byggd 1874. Foto från 1920: Gösta Klingström.

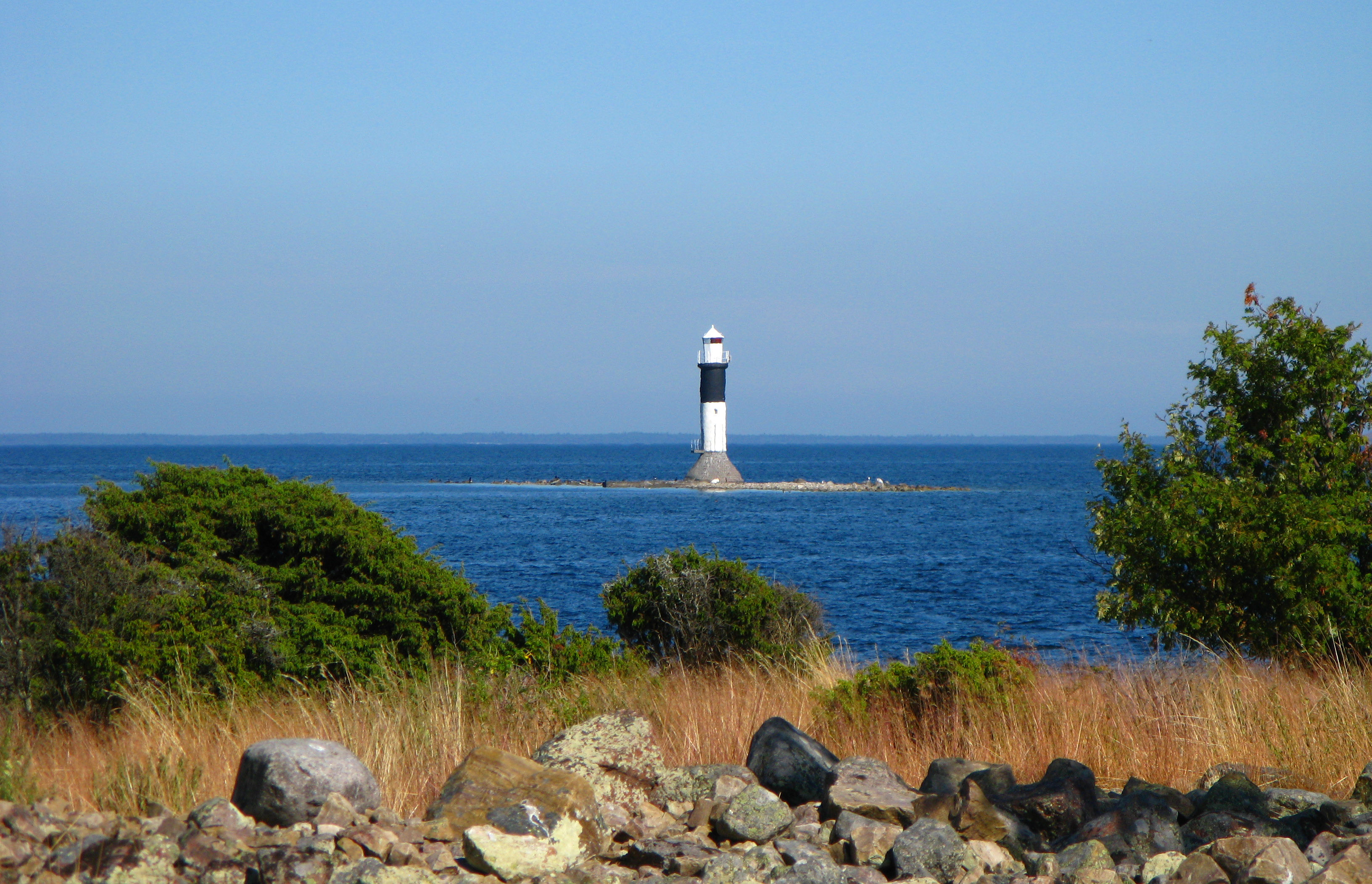
Öns nuvarande fyr heter Finnrevet.

## Historik

### Fiske
Furö har historiskt varit en betydelsefull plats för fiske. Människan tros ha utnyttjat ön för säsongsfiske från och med sen järnålder. På ön har man funnit ett antal rösen och en stensättning. Vidare finns ett större antal tomtningar, d.v.s. husgrunder för bodar och enklare boningshus. Kol-14 analyser har visat att kolrester i dessa tomtningar härrör som tidigast från cirka 580 e.Kr.
Handlingar visar att Furö under 1500-talet var ett s.k. hamnfiske. Det innebar att ön ägdes av kronan och nyttjades mot betalning av lokala fiskelag. Betalningen utgick som en slags skatt som ofta betalades i strömming eller torsk.

### Fyr- och lotsplats
Staten köpte 1874 den nordvästra delen av Furö för att där uppföra en kombinerad fyr- och lotsplats. Byggnaden inreddes även med en bostadsavdelning. Den än idag befintliga stenmuren markerar fastighetsgränsen för lotsplatsen. 1911 automatiserades fyren och bemanningen drogs in. 1921 släcktes den ursprungliga fyren helt och en ny modernare fyr uppfördes på Finnrevet i sydost. Lotsningen fortgick dock på ön. Den ursprungliga fyr- och lotsbyggnaden brann ned 1932 men en ny lotsbyggnad stod färdig året efter. 1965 flyttades lotsbevakningen på Furö in till huvudstationen i Oskarshamn. Den röda lotsbyggnaden finns kvar än idag.
Furö har idag en fast boende och därutöver sommarboende.

### Stenbrytning
Från 1930-talet och fram till 1950-talet bröts sten på Furös södra delar (kallad Södra Ö). Den kvartsrika sandstenen användes vid tillverkning av eldfast tegel. En ännu befintlig räls byggdes för att kunna frakta stenen till lastplatsen vid stranden.

## Geografi och natur
Furö har en största längd av cirka 1100 meter och en största bredd av cirka 860 meter. Ön är allmänt mycket låg med en maximal höjd av drygt fem meter. Öns strandlinjer är oregelbundna, uppbrutna av vikar, bukter och glon. I väster finns den vik som idag fungerar som öns hamn. Den skiljer samtidigt av öns Södra ö från dess norra delar. Förr användes även Furös östra bukt som hamn. Landhöjningen har dock gjort den grund och inte längre praktiskt användbar.
Ön hör geologiskt till den sandstens- och moränskärgård som normalt återfinns söder om Oskarshamns kommun. Det gör Furö, tillsammans med ön Runnö i söder, till ett geologiskt udda inslag i Oskarshamns skärgård som annars består av klippöar av urbergsgranit.

## Fartygsvrak
Det finns relativt vidsträckta undervattensrev kring Furö. Detta har lett till ganska många grundstötningar genom åren. I området kring fyren Finnrevet finns flera fartygsvrak.
Det engelska fartyget D/S Britkons grundstötning 1949 blev extra omskriven. Det 110 meter långa ångfartyget grundstötte vid Finnrevet en stormig natt den 27 november 1949. Historien slutade lyckligt då lotsarna på Furö lyckades rädda iland samtliga 37 besättningsmän. Fartyget stod hårt på grund utan chans till räddning och bröts efter två dygn mitt itu. Britkon utsattes delvis för vrakplundring och är numera till större delen skrotbärgat. Endast delar av underskrovet finns kvar på havsbotten vid Finnrevet.